# Vilobí d'Onyar
Vilobí d'Onyar is een gemeente in de Spaanse provincie Girona in de regio Catalonië met een oppervlakte van 33 km². Vilobí d'Onyar telt 3.163 inwoners (1 januari 2016). De Luchthaven Girona-Costa Brava ligt in deze gemeente.

## Demografische ontwikkeling
Bron: INE, 1857-2011: volkstellingen
Opm.: In 1857 werd de gemeente Salitja aangehecht